# Ringprägung
Die Ringprägung oder Prägung im Ring ist ein heute fast ausschließlich verwendetes Verfahren der Münzprägung. Bei der Ringprägung ist der Münzrohling während des Prägevorgangs in einem festen Metallring zentriert.
Durch diese seitliche Begrenzung und der damit einhergehenden Verhinderung der Ausdehnung des Münzmetalls gelang erstmals eine Prägung vollständig runder Münzen, die gleichzeitig einen etwas hochstehenden Rand (Randstab) und eine Randinschrift ohne zusätzliches Rändeln erhalten können. Die mit der neuen Technik ermöglichten Randprägungen sind nicht nur schwer zu fälschen; sie erhöhen auch die Umlaufsicherheit der Münzen, da das Abfeilen von Metall am Rand der Münze sehr leicht bemerkt wird. Dem Randstab schließt sich oft nach innen ein Perlkreis an.

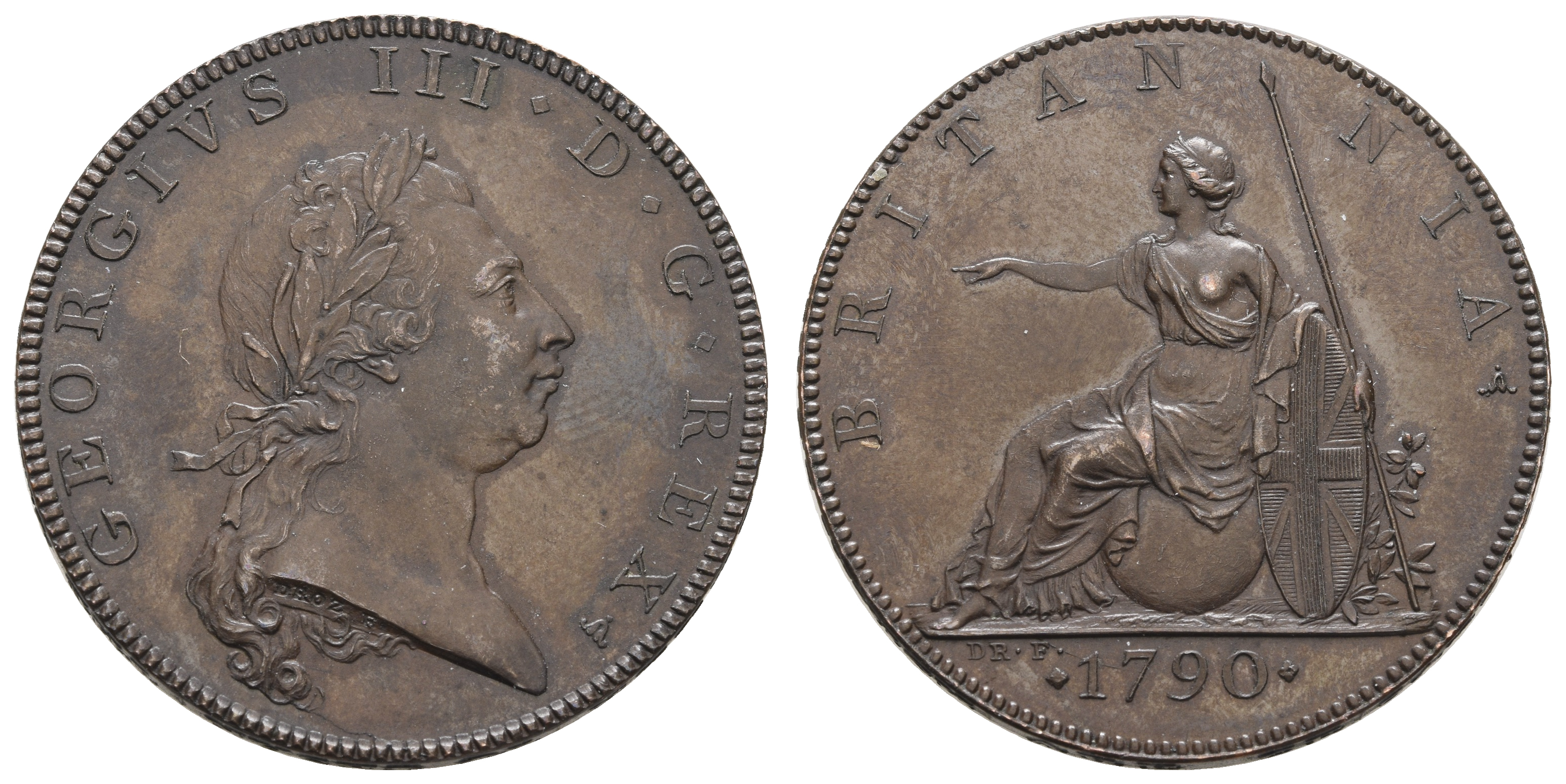
Cu-Probe-Halfpenny George III. von Jean-Pierre Droz, geprägt 1790 in der Soho Mint, mit erhabener Randschift: RENDER TO CESAR THE THINGS WHICH ARE CESARS

Die Ringprägung ist eine Erfindung des französischen Medailleurs und Stempelschneiders Jean-Pierre Droz (1746–1823). Dessen Prototyp einer funktionsfähigen Prägemaschine hatte einen sechsteiligen Prägering.
Eingesetzt wurde die Ringprägung erstmals in der neuen Soho Mint. In Deutschland förderte Preußen die Verbreitung der Ringprägung über den Zollverein seit Mitte des 19. Jahrhunderts systematisch.